# Volt (film, 2016)
Pour les articles homonymes, voir Volt (homonymie).
Pour plus de détails, voir Fiche technique et Distribution.
Volt (Volt) est un thriller dystopique allemand sorti en 2016, écrit et réalisé par Tarek Ehlail. Le film a été diffusé en avant-première le 24 juin 2016 au Festival du film de Munich et est sorti le 2 février 2017 dans les cinémas allemands. Il a été diffusé sur la chaîne Arte en France et en Allemagne le 5 juillet 2018.

## Synopsis
Dans un futur proche, les frontières allemandes sont fermées. Les migrants sont relégués dans des bidon-villes appelés zones de transit et sont laissés à eux-mêmes. Durant un raid de police, un combat éclate entre le policier Volt et le réfugié Hesham, qui est tué par Volt. Volt arrive à quitter les lieux sans être vu. À cause du sentiment de culpabilité qui le ronge, il retourne en civil dans le camp et fait la connaissance de la sœur de la victime, Lablanche. Ils développent une relation amoureuse.
Il lui avoue le meurtre et lui donne son arme de service pour qu’elle puisse se venger de lui. Cependant, elle ne l’abat pas parce qu’elle ne veut pas que le monde entier ne parle ensuite que du « flic mort ». Elle jette l’arme à terre, où celle-ci est ensuite trouvée par un jeune homme.

## Distribution
- Benno Fürmann : Volt
- Sascha Alexander Geršak (de) : Torsun
- Ayọ : Lablanche, sœur d'Hesham
- Kida Khodr Ramadan (de) : Hassan-Zedah
- Stipe Erceg : Drasko
- Denis Moschitto : Adama
- Anna Bederke : Bea
- André Hennicke : Le chef de police

## Accueil

### Accueil critique
Andreas Borcholte a critiqué sur Spiegel online que le film « ne prend pas » parce que chaque demi-teinte est étouffée sous le poids d’une « moralité non dissimulée de l’intrigue ». Cependant, le film propose un allein ästethisch einen willkommenen Gegenpol (« un contrepoids esthétique bienvenu ») à d’autres drames policiers allemands. Borcholte résume : Ehlail stellt die brandaktuelle Frage, welche emotionalen Spielräume einem Polizisten bleiben, wenn er als Werkzeug einer unbarmherzigen Gesellschaft fungiert. (« Ehlail pose la question des plus actuelles quant à la marge de manœuvre émotionnelle pour un policier lorsqu’il agit comme l’outil d’une société impitoyable. »)

## Autour du film
Le réalisateur Tarek Ehlail s’est laissé inspirer par les émeutes de 2005 dans les banlieues françaises.